# Rumex trisetifer
Rumex trisetifer är en slideväxtart som beskrevs av Jonathan S. Stokes. Rumex trisetifer ingår i släktet skräppor, och familjen slideväxter. Arten förekommer tillfälligt i Sverige, men reproducerar sig inte.